# Canton de Chevregny
Le canton de Chevregny est une ancienne division administrative française, située dans le district de Laon du département de l'Aisne. Son chef-lieu était la commune de Chevregny et le canton comptait 16 communes au moment de sa création.

## Histoire
Le canton est créé le 18 février 1790 sous la Révolution française,. 
Le canton a compté seize communes avec Chevregny pour chef-lieu au moment de sa création : Braye-en-Laonnois, Chamouille, Chevregny, Colligis, Courtecon, Crandelain, Laval, Lierval, Malval, Martigny-Courpierre, Monampteuil, Monthenault, Nouvion-le-Vineux, Pancy, Trucy et Urcel.
Entre 1791 et 1794, les communes de Crandelain et Malval se regroupent et la nouvelle entité prend le nom de Crandelain-et-Malval. Le nombre de communes passe alors de seize à quinze.
Le canton disparaît le 25 septembre 1801 (3 vendémiaire, an X) sous le Consulat ; Chevregny, Laval, Monampteuil et Urcel sont rattachées au canton d'Anizy-le-Château. La commune de Nouvion-le-Vineux rejoint le canton de Laon. Braye-en-Laonnois, Chamouille, Colligis, Courtecon, Crandelain-et-Malval, Lierval, Martigny-Courpierre, Monthenault, Pancy, et Trucy sont reversées dans le canton de Craonne.

## Composition
Le canton est composé de 15 communes au moment de sa suppression en 1801. 
Le tableau suivant en donne la liste, en précisant leur nom, leur population en 1793, puis en 1800, leur cantons de rattachement dans l'An X, et leur appartenance aux cantons actuels.
| Communes              | Population (1793) | Population (1800) | Canton de l'an X | Canton actuel     |
| --------------------- | ----------------- | ----------------- | ---------------- | ----------------- |
| Braye-en-Laonnois     | 563               | 622               | Craonne          | Guignicourt       |
| Chamouille            | 180               | 203               | Craonne          | Laon-2            |
| Chevregny             | 588               | 709               | Anizy-le-Château | Guignicourt       |
| Colligis,             | 195               | 200               | Craonne          | Laon-2            |
| Courtecon,            | 133               | 139               | Craonne          | Guignicourt       |
| Crandelain-et-Malval, | 208               | 229               | Craonne          | Laon-2            |
| Laval,                | 383               | 342               | Anizy-le-Château | Laon-2            |
| Lierval               | 314               | 333               | Craonne          | Laon-2            |
| Martigny-Courpierre   | 306               | 318               | Craonne          | Laon-2            |
| Monampteuil           | 450               | 438               | Anizy-le-Château | Fère-en-Tardenois |
| Monthenault           | 193               | 171               | Craonne          | Laon-2            |
| Nouvion-le-Vineux     | 191               | 207               | Laon             | Laon-2            |
| Pancy,                | 133               | 142               | Craonne          | Guignicourt       |
| Trucy                 | 286               | 293               | Craonne          | Guignicourt       |
| Urcel                 | 409               | 438               | Anizy-le-Château | Laon-1            |

## Évolution démographique
| 1793  | 1800  |
| ----- | ----- |
| 4 532 | 4 784 |

Histogramme

(élaboration graphique par Wikipédia)